# Хайрутдинова, Гезель Анваровна
Гезель Анваровна Хайрутдинова (2 декабря 1999; Дагестан, Россия) — российская тхэквондистка. Призёр чемпионата России.

## Биография
В августе 2016 года на первенства России среди юниоров и юниорок в Нальчике стала бронзовым призёром. В ноябре 2016 года на чемпионате России в Москве завоевала бронзовую медаль. В декабре 2016 года принимала участие на первенстве СКФО  в Нальчике среди юниоров и юниорок. В феврале 2017 года в Анапе стала бронзовым призёром первенства России среди юниоров. 

## Достижения
- Чемпионат России по тхэквондо 2016 — ;